# Lookout-Nunatak
Der Lookout-Nunatak ist ein Nunatak im Norden des ostantarktischen Viktorialands. In den Freyberg Mountains ragt er 10,5 km südöstlich des Monte Cassino auf inmitten eines Gletscherbruchs oberhalb der südwestlich liegenden Gallipoli Heights.
Der Geologe P. J. Oliver vom New Zealand Antarctic Research Program benannte ihn so, weil der Nunatak bei ersten Untersuchungen dieses Gebiets zwischen 1981 und 1982 als Aussichtspunkt diente.